# Soumaintrain (kaas)
De (petit) soumaintrain is een Franse kaas van koemelk. Het is een ongeperste kaas met een goudgele korst. De kaas zelf is zacht en blank. Hij wordt zowel jong als gerijpt verhandeld. De smaak is fris en zilt.

## Productiegebied
Soumaintrain wordt geproduceerd in het departement Yonne in Bourgogne. De soumaintrain fermier wordt door een groep van vijf producenten uit Soumaintrain, Beugnon, Jaulges, en Bouilly (dorpen in het departement Yonne) gemaakt. Soumaintrain kreeg in 2016 een beschermde oorsprong.

## Productie
Soumaintrain wordt om de twee à drie dagen gewassen met zout water gedurende een rijpingsproces van drie tot zes weken. Soumaintrain wordt zowel handmatig als fabrieksmatig geproduceerd.